# Warren Shouldice
Warren Shouldice (Calgary, 1 de abril de 1983) es un deportista canadiense que compitió en esquí acrobático, especialista en la prueba de salto aéreo.
Ganó dos medallas en el Campeonato Mundial de Esquí Acrobático, oro en 2011 y bronce en 2009.
Participó en dos Juegos Olímpicos de Invierno, ocupando el sexto lugar en Turín 2006 y el décimo en Vancouver 2010.

## Medallero internacional
| Campeonato Mundial | Campeonato Mundial           | Campeonato Mundial | Campeonato Mundial |
| Año                | Lugar                        | Medalla            | Prueba             |
| ------------------ | ---------------------------- | ------------------ | ------------------ |
| 2009               | Inawashiro (Japón)           | Medalla de bronce  | Salto aéreo        |
| 2011               | Deer Valley (Estados Unidos) | Medalla de oro     | Salto aéreo        |